# Isochromodes elegantaria
Isochromodes elegantaria là một loài bướm đêm trong họ Geometridae.